# Jaap Oudkerk
Jacob "Jaap" Oudkerk (Landsmeer,  2 de agosto de 1937 – Almere, 17 de fevereiro de 2024) foi um ciclista holandês. Se tornou profissional em 1965 e permaneceu até 1972. Dedicou principalmente ao ciclismo de pista.

## Carreira
Como amador, participou nos Jogos Olímpicos de Tóquio 1964, onde conquistou uma medalha de bronze na prova de perseguição por equipes de 4 km, junto com seus compatriotas Cor Schuuring, Henk Cornelisse e Gerard Koel.
Em Roma 1960, também obteve um bom resultado ao terminar na quinta posição competindo na mesma prova.
Ainda como amador, venceu o Campeonato Mundial e dois campeonatos nacionais. Como profissional, conquistou três campeonatos nacionais em pista.

## Morte
Oudkerk morreu no dia 17 de fevereiro de 2024, aos 86 anos.